# Мальгин, Тимофей Семёнович
Тимофей Семёнович Мальги́н (1752—1819) — российский историк и писатель.

## Биография
Родился в 1752 году в семье церковнослужителя. Учился в Псковской духовной семинарии, которую окончил в 1768 году. В 1774 году окончил Академический университет Петербургской академии наук. С 1767 года участвовал в экспедиции академика И. И. Лепёхина по Уралу, Поволжью, Западной Сибири, Русскому Северу и западным российским губерниям. С 1771 года в составе экспедиции под руководством Н. Я. Озерецковского исследовал Русский Север и Кольский край.
Активно участвовал в деятельности Вольного экономического общества, результатом чего стал его труд «О малороссийском табачном произрастании», где он рекомендовал разведение табака и на территории Великороссии.
В 1774 году был произведён в адъюнкты Петербургской академии наук, но не пожелал в ней оставаться. Однако с 1775 года он находился в чине коллежского протоколиста, с 1779 — губернского секретаря. Только в 1785 году вышел в отставку в чине коллежского асессора.
В 1791 году он был избран действительным членом Академии Российской, где в течение многих лет работал над составлением 1-го и 2-го изданий «Словаря Академии Российской», за что был удостоен двух золотых медалей.
Наиболее значимым трудом Мальгина стала книга «Зерцало российских государей с 862 по 1789 год, изображающее их родословие, союзы, потомство, время рождения, царствования, кончины и вкратце деяния с достопамятными происшествиями» (1-е издание — 1789 г., 2-е — 1791 г. и 3-е — 1794 г.), являвшаяся фактически одним из первых учебников по истории России. Так же определённую известность приобрели его труды: «Ратник российский», представляющий собой из первых опытов краткой военной истории, и «Чиновник российский» (1792) – являющийся выборкой из «Титулярника» – рукописного сочинения 1672 года, составленного по повелению царя Алексея Михайловича. Заметное место в творческой работе Мальгина занимали переводы исторической литературы различных авторов.
Умер {{СС3|28.7.1819.} года}. Академия выделила на его погребение 500 рублей. Был похоронен на Смоленском православном кладбище; могила не сохранилась.

## Произведения

### Основные труды
- «О малороссийском табачном произрастании» (1773).
- «Зерцало российских государей по Р. Х. с 862 г. по 1791 г., изображающее их родословие, союзы, потомство, царствование, кончину, место погребения и вкратце деяния с достопамятными происшествиями», 1789, 1791 и 1799 годы.
- «Чиновник российских государей» (1792)
- «Опыт исторического исследования и описания старинных судебных мест Российского государства» (1803)
- «Опыт исторического исследования о древности монет в Российском государстве» (1810)
- «Ратник российский» (1821)

### Публичные выступления
- «О состоянии в России древнего и новейшего российского просвещения» (1808)
- «О необходимом союзе разума и природных дарований с науками» (1812)
- «О неоценённом даре слова человеческого и о последственной от оного пользе постепенного усовершенствования словесности для народного просвещения и славы государей — любителей оного» (1817)

### Переводы
- К. Г. Манштейн, «Записки»
- Н. Бодо де Жюии, «История о переменах Неаполитанского королевства» (т. 1-4), с франц., 1775—1780 годы.
- Р. Беллармин «Лествица умственного восхождения к Богу по степеням созданных вещей», с латин. (1786).